# Conjunto denso
En topología, se dice que un subconjunto {\displaystyle A} de un espacio topológico {\displaystyle \left(X,{\mathcal {T}}\right)} es denso en {\displaystyle X} si cada punto de {\displaystyle X} pertenece a {\displaystyle A} o está "arbitrariamente cerca" de {\displaystyle A}. 
Formalmente, un subconjunto {\displaystyle A} es denso en {\displaystyle X} si el menor conjunto cerrado de {\displaystyle X} que contiene a {\displaystyle A} es el mismo {\displaystyle X}.

## Definición
| Sea {\displaystyle (X,{\mathcal {T}})} un espacio topológico y {\displaystyle A\subseteq X} un subconjunto. Se dice que {\displaystyle A} es denso en {\displaystyle X} si y solo si {\displaystyle {\bar {A}}=X}, es decir, la clausura topológica del subconjunto es todo el espacio. |

Las siguientes proposiciones para {\displaystyle A} son equivalentes:
1. {\displaystyle A} es denso en {\displaystyle X}.
2. El menor conjunto cerrado de {\displaystyle X} que contiene a {\displaystyle A} es el mismo {\displaystyle X}.
3. El interior del complemento de {\displaystyle A} es vacío, es decir, {\displaystyle \left(X\setminus A\right)^{\circ }=\emptyset }.
4. {\displaystyle A} interseca a todo abierto no vacío de {\displaystyle X}.
5. Todo punto {\displaystyle X} pertenece a {\displaystyle A} o es punto de acumulación de {\displaystyle A}.

## Otras proposiciones
- Si dos aplicaciones continuas de X en Y, siendo Y un espacio de Hausdorff, coinciden en un conjunto denso; entonces coinciden en todo el espacio X.

- D1 y D2 son subconjuntos densos en X, no necesariamente lo es su intersección:

{\displaystyle D_{1}=\mathbb {Q} \;\;y\;\;D_{2}=\mathbb {R} -\mathbb {Q} }
- Sean  D1 , D2 subconjuntos densos de X , además D1 o D2 es abierto, entonces D1∩D2 es denso[1]

## Ejemplos
- Todo espacio topológico es denso en sí mismo.
- {\displaystyle \mathbb {Q} } e {\displaystyle \mathbb {I} } son subconjuntos densos en {\displaystyle \mathbb {R} } con la topología usual.
- Los polinomios son densos en el conjunto {\displaystyle C[a,b]} de las funciones continuas definidas en {\displaystyle [a,b]}, dotado de la topología asociada a la distancia {\displaystyle d_{\infty }(f,g)=\max _{x\in [a,b]}|f(x)-g(x)|}.

## Espacio separable
Si {\displaystyle (X,{\mathcal {T}})} contiene a un denso numerable se dice que es un espacio topológico separable. Ejemplos de espacios separables son {\displaystyle \mathbb {R} ^{n}} y {\displaystyle C([0,1],\mathbb {R} )} (el espacio de las funciones continuas que van de {\displaystyle [0,1]} a {\displaystyle \mathbb {R} }).